# Maculinea discoelongata
Maculinea discoelongata är en fjärilsart som beskrevs av Barend J. Lempke 1936. Maculinea discoelongata ingår i släktet Maculinea och familjen juvelvingar. Inga underarter finns listade i Catalogue of Life.